# Cantonul Sées
Cantonul Sées este un canton din arondismentul Alençon, departamentul Orne, regiunea Basse-Normandie, Franța.

## Comune
| Comune                  | Populație (1999) | Cod poștal | Cod INSEE |
| ----------------------- | ---------------- | ---------- | --------- |
| Aunou-sur-Orne          | ...              | 61500      | 61015     |
| Belfonds                | ...              | 61500      | 61036     |
| Le Bouillon             | ...              | 61500      | 61056     |
| Chailloué               | ...              | 61500      | 61081     |
| La Chapelle-près-Sées   | ...              | 61500      | 61098     |
| La Ferrière-Béchet      | ...              | 61500      | 61164     |
| Macé                    | ...              | 61500      | 61240     |
| Neauphe-sous-Essai      | ...              | 61500      | 61301     |
| Neuville-près-Sées      | ...              | 61500      | 61306     |
| Saint-Gervais-du-Perron | ...              | 61500      | 61400     |
| Saint-Hilaire-la-Gérard | ...              | 61500      | 61403     |
| Sées                    | ...              | 61500      | 61464     |
| Tanville                | ...              | 61500      | 61480     |